# لیندن (شلسویگ-هولشتاین)
لیندن (به آلمانی: Linden) یک شهر در آلمان است که در دیمارشن واقع شده‌است. لیندن ۸۶۲ نفر جمعیت دارد.